# عبد الرحمن بن حسان العنزي
عبد الرحمن بن حسان العنزي من بني ربيعة تابعي من أصحاب علي بن أبي طالب.

## حياته
كان شجاعاً وقوي المراس وأقام في الكوفة يحرض الناس على بني أمية فقبض عليه زياد بن أبيه وأرسله إلى الشام، فدعاه معاوية إلى البراءة من علي فاغلض عليه عبد الرحمن في الجواب فرده إلى زياد فدفنه حياً في قس الناطف (موضع قريب من الكوفة على شاطئ الفرات الشرقي)، وكان أول من دُفن حيًا في الإسلام.